# Katya inornata
Katya inornata är en spindelart som beskrevs av Prószynski, Deeleman-Reinhold 20. Katya inornata ingår i släktet Katya och familjen hoppspindlar. Inga underarter finns listade i Catalogue of Life.